# Giovanni Battista Dellepiane
Giovanni Battista Dellepiane (Bavari (Genua), 21 februari 1889 – Wenen, 13 augustus 1961) was een Italiaanse prelaat van de katholieke kerk die zijn carrière in de diplomatieke dienst van de Heilige Stoel doorbracht. Negentien jaar was hij de leider van een Vaticaanse missie naar Belgisch Congo. Dellepiane was afkomstig uit een oude, adellijke familie (Delle Piane).

## Leven
Giovanni Battista Dellepiane werd op 21 februari 1889 in Genua geboren. Op 25 juli 1914 werd hij tot priester gewijd. Op 18 juli 1929, toen hij al werkzaam was als apostolisch administrator van het aartsbisdom İzmir (Turkije) benoemde paus Pius XI hem titulair aartsbisschop van Stauropolis. Zijn bisschoppelijke wijding ontving hij op 30 november 1929 uit handen van kardinaal Willem Marinus van Rossum. Op 18 januari 1930 benoemde paus Pius XI hem tot zijn eerste apostolisch afgevaardigde in Belgisch Congo. Op 12 januari 1949 benoemde paus Pius XII hem tot apostolische internuntius in Oostenrijk. Hij stierf te Wenen op 13 augustus 1961.